# Gilles Tonelli
Gilles Tonelli (* 27. November 1957) ist ein monegassischer Beamter, Diplomat und Politiker. Von 2015 bis 2019 war er Regierungsrat für Außenbeziehungen und Zusammenarbeit.

## Biografie
Tonelli schloss ein Bauingenieurstudium an der École Supérieure des Travaux Publics und ein Diplôme d'études approfondies (DEA) in Mathematik an der Universität Nizza ab. Er trat 1984 in den Dienst für öffentliche Arbeiten seines Heimatlands. Von 1993 bis 1999 war er Generaldirektor der Abteilung für öffentliche Arbeiten und soziale Angelegenheiten des Fürstentums, dann Generalkontrolleur der Ausgaben, bis er 2000 Generalsekretär des Staatsministeriums wurde.
Tonelli wurde 2005 in die monegassische Regierung berufen, wo er als einer der fünf Regierungsräte (Conseiller de Gouvernement) zunächst dem Departement für Infrastruktur, Umwelt und Stadtplanung (Département de l'Équipement, de l'Environnement et de l'Urbanisme) vorstand, dann von 2006 bis 2009 dem Departement für Finanzen und Wirtschaft, bevor er 2009 zum Infrastrukturdepartement zurückkehrte. 2011 wurde er Botschafter von Monaco in den drei Benelux-Ländern sowie Missionsleiter bei der Europäischen Union.
Am 23. Februar 2015 wurde er zum Regierungsrat sowie Minister für Außenbeziehungen und Zusammenarbeit ernannt. Als der bisherige Staatsminister Michel Roger wegen eines Schlaganfalls seine Amtsgeschäfte nicht mehr ausüben konnte, übernahm Tonelli vom 16. Dezember 2015 bis zum Amtsantritt seines Nachfolgers Serge Telle am 1. Februar 2016 übergangsweise die Aufgaben des Staatsministers (Regierungschefs) von Monaco. Als Regierungsrat für Außenbeziehungen wurde er im Oktober 2019 von Laurent Anselmi abgelöst.